# Renald III de Borgonya

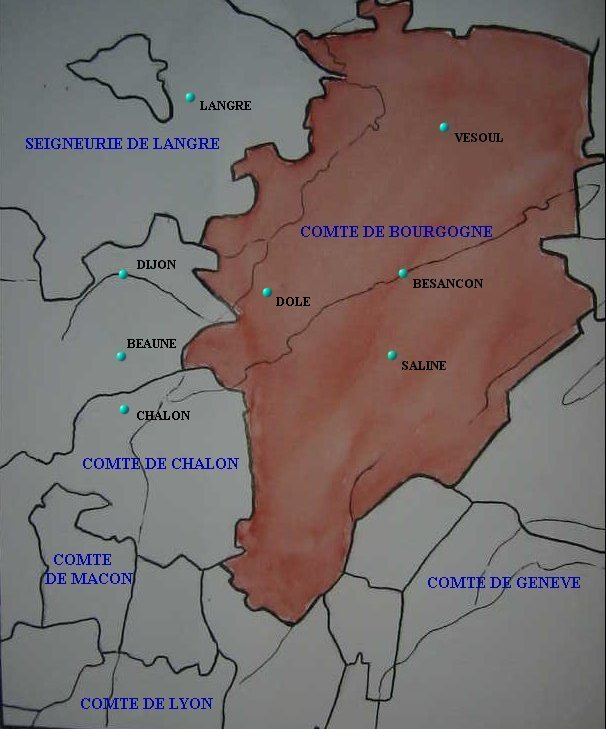
Comtat de Borgonya.

Renald III de Borgonya (cap a 1093- 1148) fou comte de Borgonya i comte de Mâcon (conjuntament amb el seu germà Guillem IV de Borgonya i III de Mâcon) i comte de Viena
Va néixer el 1093 i era fill del comte Esteve I de Borgonya i de Beatriu de Lorena (filla del duc Gerard I de Lorena; Esteve I, el 1087, a la mort del seu pare Guillem I de Borgonya havia reclamat i obtingut part del comtat, juntament amb el seu germà Renald II de Borgonya. El 1097 a la mort de Renald II, Esteve va aconseguir gairebé tot el poder deixant el comtat de Mâcon al fill de Renald II, Guillem II de Borgonya dit l'Alemany, però amb el seu propi fill Renald III com a cogovernant. Esteve I però va morir el 1102 a les croades (amb només 37 anys) i Guillem l'Alemany va recuperar el control; Renald III que tenia 9 anys el va succeir a Mâcon. A la mort de Guillem II el 1125, en una conspiració dels barons a la que Renald III no fou segurament estrany, el va succeir el seu fill Guillem III l'Infant, que fou assassinat abans de dos anys (1126 o 1127). Llavors Renald III va esdevenir comte únic de Borgonya i Mâcon.
El 1130, es va casar amb Agata de Lorena (filla del duc Simó I de Lorena i d'Adelaida de la qual la filiació no és segura, doncs uns diuen que era de Lovaina i altres de Supplimburg. Aquest matrimoni va tenir el 1145 una filla, Beatriu I de Borgonya. Agata va morir 'abril de 1147, sense cap fill mascle
Renald es volia alliberar de la tutela de l'emperador del Sacre Imperi Conrad III de Hohenstaufen, però va ser derrotat pel duc Conrad I de Zähringen i va haver d'abandonar totes les seves terres a l'est del Massís del Jura. En resposta a aquest esdeveniment va ser anomenat el Comte Franc, malnom a l'origen del tradicional nom de la regió Franc Comtat.
Va morir el 1148 a l'edat de 55 anys. La seva filla única la comtessa Beatriu I de Borgonya el va succeir i el 1156 va esdevenir emperadriu del Sacre Imperi Romanogermànic per matrimoni amb l'emperador germànic Frederic Barba-roja al que va aportar en dot el comtat de Borgonya i els drets a Provença.